# The Whole Story
| Críticas profissionais | Críticas profissionais |
| Avaliações da crítica  | Avaliações da crítica  |
| Fonte                  | Avaliação              |
| ---------------------- | ---------------------- |
| allmusic               | link                   |
| Robert Christgau       | A- link                |

The Whole Story  é uma coletânea musical da cantora e compositora inglesa Kate Bush, lançada em 1986.
O álbum inclui uma faixa inédita intitulada "Experiment IV", que foi lançada como single e alcançou a posição #23 na parada de singles do Reino Unido, bem como uma nova versão do primeiro sucesso de Bush, "Wuthering Heights", com vocais novamente gravados.

## Faixas

### LP, cassette e edições em CD
Todas as faixas escritas e compostas por Kate Bush. 
| Lado um |                                      |         |  |
| N.º     | Título                               | Duração |  |
| 1.      | "Wuthering Heights (New Vocal)"      | 4:57    |  |
| 2.      | "Cloudbusting"                       | 5:09    |  |
| 3.      | "The Man with the Child in His Eyes" | 2:38    |  |
| 4.      | "Breathing"                          | 5:28    |  |
| 5.      | "Wow"                                | 3:46    |  |
| 6.      | "Hounds of Love"                     | 3:02    |  |

| Lado dois      |                        |         |  |
| N.º            | Título                 | Duração |  |
| 1.             | "Running Up that Hill" | 5:00    |  |
| 2.             | "Army Dreamers"        | 3:13    |  |
| 3.             | "Sat in Your Lap"      | 3:29    |  |
| 4.             | "Experiment IV"        | 4:21    |  |
| 5.             | "The Dreaming"         | 4:14    |  |
| 6.             | "Babooshka"            | 3:29    |  |
| Duração total: | Duração total:         | 48:53   |  |

### VHS e Laserdisc
Todas as faixas escritas e compostas por Kate Bush. 
| N.º            | Título | Duração |  |
| 1.             | "Wuthering Heights" (Edições em VHS e Laserdisc usam a gravação original de 1978)                                  | 3:34    |  |
| 2.             | "Cloudbusting" | 6:55    |  |
| 3.             | "The Man with the Child in His Eyes"                                                                               | 2:52    |  |
| 4.             | "Breathing" | 5:31    |  |
| 5.             | "Wow" (Edições em VHS e Laserdisc apresentam um novo vídeo alternado produzido especialmente para esta compilação) | 3:42    |  |
| 6.             | "Hounds of Love"                                                                                                   | 3:04    |  |
| 7.             | "Running Up that Hill"                                                                                             | 4:55    |  |
| 8.             | "Army Dreamers" | 3:17    |  |
| 9.             | "Sat in Your Lap"                                                                                                  | 3:30    |  |
| 10.            | "Experiment IV" | 4:41    |  |
| 11.            | "The Dreaming" | 4:09    |  |
| 12.            | "Babooshka" | 3:26    |  |
| 13.            | "The Big Sky" (Apenas incluído nas edições em VHS/Laserdisc)                                                       | 4:26    |  |
| Duração total: | Duração total: | 56:54   |  |

## Desempenho nas paradas musicais
| Parada musical (1986)                    | Melhor posição |
| ---------------------------------------- | -------------- |
| Alemanha — Media Control Charts          | 11             |
| Noruega — Norwegian Albums Chart         | 10             |
| Nova Zelândia — New Zealand Albums Chart | 4              |
| Países Baixos — MegaCharts               | 22             |
| Reino Unido — UK Albums Chart            | 1              |
| Suécia — Sverigetopplistan               | 48             |

## Créditos
- Kate Bush - teclado, vocais, produção musical
- Ian Cooper - engenheiro de corte
- Jon Kelly - produtor
- Andrew Powell - produtor